# Alluaudomyia bifurcata
Alluaudomyia bifurcata är en tvåvingeart som beskrevs av Wirth och Mercedes Delfinado 1964. Alluaudomyia bifurcata ingår i släktet Alluaudomyia och familjen svidknott. Inga underarter finns listade i Catalogue of Life.